# Панк из Солт-Лейк-Сити
«Панк из Солт-Лейк-Сити» (англ. SLC Punk!) — американский комедийный драматический фильм 1998 года сценариста и режиссёра Джеймса Мерендино. Фильм был показан на кинофестивале «Сандэнс» в 1999 году.
В 2016 году Джеймс Мерендино вернулся к своим персонажам и выпустил фильм «Панк из Солт-Лейк-Сити 2».

## Сюжет
Солт-Лейк-Сити 1985 года. Стиво — панк, он ненавидит деревенщин и нацистов, а также недолюбливает модов. Ещё его раздражают позеры, люди, которые не являются панками, но используют их атрибутику, потому что это модно. Негодование у него вызывает и преклонение некоторых американских панков перед Великобританией и их музыкальной сценой. Стиво хорошо учился в школе и колледже и его отец хочет, чтобы он пошёл по его стопам, поступил в Гарвард и стал адвокатом. Стиво же не желает встраиваться в систему. Он верит в бунт, анархию и хаос. Он находит очень ироничным, что его отец, который в юности был хиппи, в Америке Рейгана хорошо себя чувствует, будучи адвокатом.
Стиво живёт вместе со своим лучшим другом Героиновым Бобом. Такое имя дано ему ради шутки. На самом деле Боб не прикасается к наркотикам и вообще панически боится игл, хотя пьёт и курит. Отец Боба сумасшедший, который верит, что за ним охотится ЦРУ. Стиво и Боб большую часть времени занимаются тем, что ходят по концертам и вечеринкам, а также дерутся с представителями других субкультур. Среди их друзей есть похожий на ботаника Майк и иностранец по имени Марк. Марк намного старше их всех и он не панк, однако, Стиво общается с ним, поскольку у него всегда есть марихуана и кислота. Марк приехал откуда-то из Европы, а родители его погибли в авиакатастрофе. Стиво и Боб ненавидят свой город, который считают скучным и отстойным, а поскольку они живут в религиозном мормонском штате, то даже, чтобы купить настоящее пиво, им приходится ездить в соседний Вайоминг.
В этот год происходит череда событий, которые меняют мировоззрение Стиво. Как-то он встречает своего школьного приятеля Шона, который уже докатился до того, что попрошайничает на улице. Майк же наоборот сообщает, что собирается уехать из города, чтобы учиться. Он хочет стать ботаником и спасать дождевые леса. Марк отправляется в поездку якобы в Майами и исчезает навсегда. Девушка Сэнди, с которой у Стиво были отношения, изменяет ему. Стиво это приводит в ярость. Он избивает этого несчастного парня, хотя это противоречит его собственной вере в анархизм. Однако самое неожиданное это то, что влюбляется Боб. Он заводит отношения с девушкой по имени Триш из хэдшопа. Боб, будучи влюблённым, меняется. Он летает в облаках и говорит странные вещи, например, что Солт-Лейк-Сити не такой уж и плохой город для жизни.
Триш знакомит Стиво со своей подругой Бренди, к которой тот начинает испытывать симпатию. На этой же вечеринке становится плохо Бобу. Ему дают «витамины», которых он съедает целую горсть. Ночью Боб умирает от передозировки. Стиво остаётся совершенно один, ведь Боб был для него всем. Именно Боб сделал его панком. Когда они были подростками, и им было по 14 лет, они играли в подвале в «Подземелья и драконов». Именно Боб тогда принёс кассету с новой музыкой. Именно Боб настоял на том, что им нужно оставить эти детские фэнтезийные игры и выйти из подвала, чтобы ходить по вечеринкам или организовывать свои. Теперь же, оставшись один, Стиво принимает решение послушать отца и пойти учиться в Гарвард на адвоката. Поначалу Стиво утешает себя тем, что он ничуть не изменился. Он всё тот же панк, который проникнет внутрь системы, чтобы разрушить её изнутри. Однако позже Стиво вынужден признать, что он просто позер.

## В ролях
- Мэттью Лиллард — Стивен «Стиво» Леви
- Майкл Гурджиан — Героиновый Боб
- Джейсон Сигел — Майк
- Аннабет Гиш — Триш
- Дженнифер Льен — Сэнди
- Кристофер Макдональд — папа Стиво
- Девон Сава — Шон
- Адам Паскаль — Эдди
- Тиль Швайгер — Марк
- Джеймс Дювал — Джон
- Саммер Феникс — Бренди
- Кристофер Огден — Стиво в детстве
- Фрэнсис Капра — Боб в детстве

## Саундтрек
В марте 1999 года на лейбле Hollywood Records вышел саундтрек к фильму:
1. The Suicide Machines — «I Never Promised You a Rose Garden» (кавер на Линн Андерсон)
2. The Exploited — «Sex and Violence»
3. Fear — «I Love Livin' in the City»
4. The Stooges — «1969»
5. The Specials — «Too Hot»
6. Ramones — «Cretin Hop»
7. Blondie — «Dreaming»
8. Generation X — «Kiss Me Deadly»
9. The Velvet Underground — «Rock & Roll»
10. Moondogg — «Gasoline Rain»
11. Fifi — «Mirror in the Bathroom» (кавер на The English Beat)
12. Adolescents — «Amoeba»
13. Dead Kennedys — «Kill the Poor»

## Рецензии
Фильм получил смешанные отзывы. На сайте Metacritic у фильма 50 баллов из 100 на основе мнения 21 критика. На сайте Rotten Tomatoes у фильма 63 % «свежести» на основе 32 рецензий. Кинокритик Роджер Эберт похвалил игру Мэттью Лилларда и поставил фильму 3 звезды из 4.